# 第72師団 (日本軍)
第72師団（だいななじゅうにしだん）は、大日本帝国陸軍の師団の一つ。

## 沿革
1944年（昭和19年）4月4日に留守第2師団を基幹に仙台で編成された。なお、この時点で内地に残っていた師団は、前年の1943年（昭和18年）5月14日に編成された師団のうちの、第43師団・第47師団・近衛第1師団の3個師団のみで、しかも第43師団は絶対国防圏の守備のためサイパンへの派遣が予定されていた。
師団は、当初東部軍の指揮下仙台に在ったが、翌1945年（昭和20年）2月1日に新設された第11方面軍戦闘序列に編入され福島に移駐、機動打撃師団として関東或いは青森への増援を視野に本土決戦に備えるなかで終戦を迎えた。
戦後、10月までに復員（解散）したが、一部人員は仙台師管区部隊に転属して勤務を続けた。

## 師団概要

### 歴代師団長
- 大賀茂 予備役中将：1944年（昭和19年）4月6日 - 1944年7月8日[2]
- 重田徳松 中将：1944年（昭和19年）7月8日 - 1945年4月7日[3]
- 千葉熊治 中将：1945年（昭和20年）4月7日 - 終戦[4]

### 参謀長
- 半井顕雄 大佐：1944年（昭和19年）4月6日 - 終戦[5]

### 最終所属部隊
- 歩兵第134連隊（仙台）：鈴木精一大佐
- 歩兵第152連隊（山形）：山崎文一郎大佐
- 歩兵第155連隊（若松）：西岡貴一大佐
- 野砲兵第72連隊：岩本東三中佐
- 工兵第72連隊：山橋義明中佐
- 輜重兵第72連隊：小林正男少佐
- 第72師団速射砲隊：城光寺崇夫少佐
- 第72師団通信隊：伊藤幸一少佐